# Stewart Granger

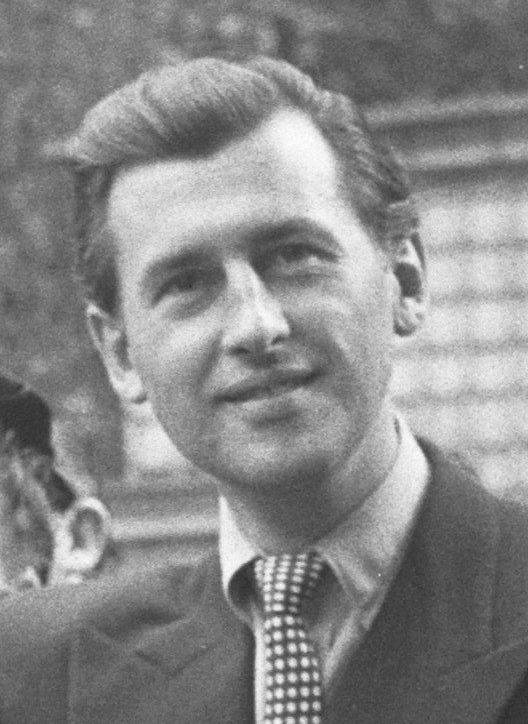
Stewart Granger (1946)

Stewart Granger (* 6. Mai 1913 in London; † 16. August 1993 in Santa Monica, Kalifornien; eigentlich James Lablache Stewart) war ein britisch-US-amerikanischer Schauspieler. In den 1950er Jahren war er ein gefragter Darsteller in Hollywood. Eine seiner bekanntesten Rollen im deutschsprachigen Raum war die des Old Surehand in verschiedenen Karl-May-Filmen.

## Leben

### Privates

#### Abstammung
Er wurde als James Lablache Stewart in der Old Brompton Road, Kensington, West London, geboren und war der einzige Sohn von Major James Stewart, OBE und seiner Frau Frederica Eliza (geb. Lablache). Granger wurde am Epsom College und der Webber Douglas Academy of Dramatic Art ausgebildet. Er war der Ururenkel des Opernsängers Luigi Lablache und der Enkel des Schauspielers Luigi Lablache.

#### Ehepartner und Kinder
Er war dreimal verheiratet:
1. Elspeth March (1938–1948); zwei Kinder, Jamie und Lindsay
2. Jean Simmons (1950–1960), (mit der er in Adam and Evelyne, Die Thronfolgerin und Footsteps in the Fog gespielt hatte); eine Tochter, Tracy
3. Caroline LeCerf (1964–1969); eine Tochter, Samantha.

Alle Ehen wurden geschieden.

### Anfänge als Schauspieler
James Lablache Stewart begann seine Filmkarriere während des Medizinstudiums 1933 als Statist. Ihm wurde geraten, seinen Namen zu ändern, um nicht mit dem amerikanischen Schauspieler James Stewart verwechselt zu werden. Granger war der Mädchenname seiner schottischen Großmutter. Freunde und Kollegen nannten ihn Jimmy.

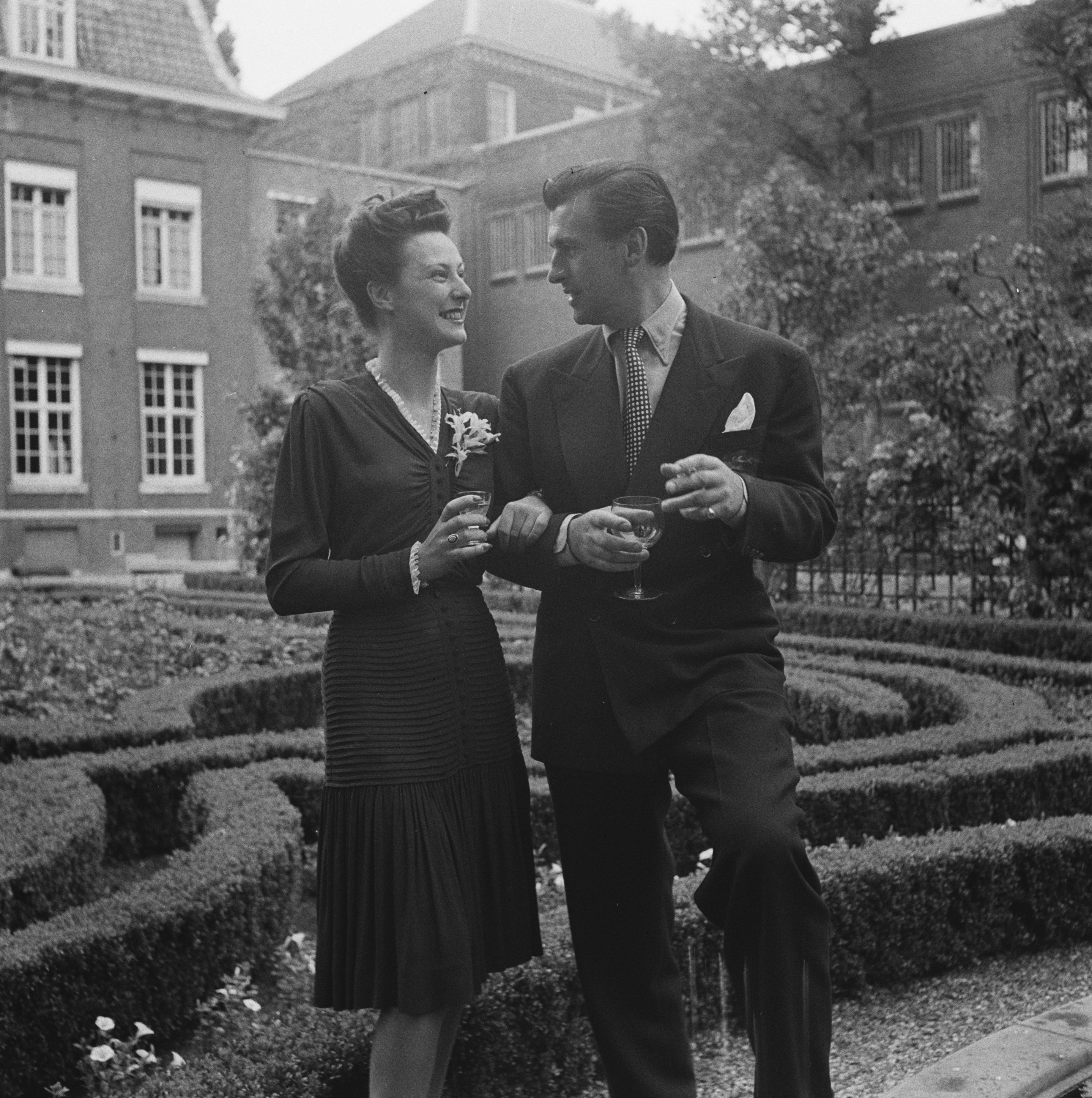
Granger 1946 auf einer Cocktailparty

Nach einigen Erfolgen auf der Bühne und im Tourneetheater stieg er 1943 an der Seite von James Mason, Margaret Lockwood und Phyllis Calvert dank des überwältigenden finanziellen Erfolgs von The Man in Grey zu einem der beliebtesten romantischen Helden der Dekade auf. The Man in Grey zeigte James Mason als verkommenen Adligen, der seine Geliebte (Margaret Lockwood) mit einer Reitpeitsche zu Tode schlägt, nachdem er sie verführt und moralisch verdorben hatte. Granger drehte danach an der Seite von Phyllis Calvert etliche erfolgreiche Kostümdramen, so Gaslicht und Schatten von 1944 und Madonna of the Seven Moons von 1945, den bis dahin größten finanziellen Erfolg aller britischen Filme. Granger wurde auch gelegentlich in Biographien eingesetzt, so als Paganini in The Magic Bow und als adliger Abenteurer Königsmarck in dem verklärenden Liebesdrama Saraband for Dead Lovers.

### Hollywood
Im Jahr 1949 ging er mit seiner zweiten Ehefrau Jean Simmons mit einem Vertrag bei MGM nach Hollywood, wo er rasch zu einem beliebten Darsteller in Abenteuer- und sogenannten Mantel-und-Degen-Filmen aufstieg, so 1951 in Begegnung in Tunis mit George Sanders und der jungen Pier Angeli, an der Seite von Deborah Kerr in dem Film König Salomons Diamanten, in Scaramouche, der galante Marquis, Im Schatten der Krone, Die Thronfolgerin und  in Beau Brummel, der ihn neben Elizabeth Taylor zeigte. Unter der Regie von Fritz Lang war er 1955 in dem prächtig ausgestatteten Abenteuerfilm Das Schloß im Schatten (Originaltitel: Moonfleet) erneut, wie schon in Scaramouche, allerdings in einem ganz anders gestalteten Sujet des 18. Jahrhunderts zu sehen. Zu weiteren bekannten Werken gehört der Western Die letzte Jagd (1956), der ihn an der Seite von Robert Taylor als Bisonjäger zeigt, und die beschwingte Westernkomödie Land der tausend Abenteuer (1960, mit John Wayne).

### Comeback und Tod
Granger versuchte, wie viele ehemalige Stars nach ihm, ab Anfang der 1960er Jahre ein Comeback im Filmgeschäft in Europa. Eine Steigerung seines Bekanntheitsgrades erlangte er in Deutschland durch Hauptrollen in Filmen der Winnetoureihe, in denen er den Old Surehand in Unter Geiern, Der Ölprinz und Old Surehand spielte. Außerdem spielte er den Superintendent Cooper-Smith in dem Edgar-Wallace-Film Das Geheimnis der weißen Nonne.
Zwischen 1970 und 1989 war Granger überwiegend in Fernsehserien beschäftigt, so 1970/71 in der Serie Die Leute von der Shiloh Ranch. Kurz nach dem Kinofilm Die Wildgänse kommen, der noch einmal eine große Zahl an mitwirkenden Stars aufbot, darunter Richard Burton, Hardy Krüger und Roger Moore, beendete er seine Kinolaufbahn.
Wie zwei Auszeichnungen mit dem Bambi zeigen, war Granger in Deutschland allerdings bereits seit Beginn der 1950er Jahre als populärer „Star“ fest etabliert. Granger galt unter seinen Schauspielkollegen als schwieriger Charakter, er wurde oftmals als schwer umgänglicher Mensch beschrieben.
Seinen letzten Auftritt im deutschen Fernsehen hatte er 1987 in der ZDF-Serie Das Erbe der Guldenburgs.
Im Jahr 1956 wurde Granger Staatsbürger der Vereinigten Staaten.
Stewart Granger starb am 16. August 1993 in Santa Monica, Kalifornien, im Alter von 80 Jahren an Prostatakrebs.

## Sonstiges
Granger war im Besitz einer Amateurfunklizenz, sein Rufzeichen war N6KGB.

## Auszeichnungen
- 1949: Ehrung mit dem Bambi
- 1950: Ehrung mit dem Bambi
- 1956: Ehrung mit dem David di Donatello für Zwischen Haß und Liebe

## Filmografie (Auswahl)
Kinofilme
- 1943: Der Herr in Grau (The Man in Grey)
- 1943: Das heilige Feuer (The Lamp Still Burns)
- 1944: Cornwall Rhapsodie (Love Story)
- 1944: Madonna der sieben Monde (Madonna of the Seven Moons)
- 1944: Gaslicht und Schatten (Fanny by Gaslight)
- 1945: Waterloo Road
- 1945: Caesar und Cleopatra (Caesar and Cleopatra)
- 1946: Gefährliche Reise (Caravan)
- 1946: Paganini (The Magic Bow)
- 1947: Captain Boycott (Captain Boycott)
- 1948: Unruhiges Blut (Blanche Fury)
- 1948: Königsliebe (Saraband for Dead Lovers)
- 1948: Der Frauenfeind (Woman Hater)
- 1949: Adam und Evelyne (Adam and Evelyne)
- 1950: König Salomons Diamanten (King Solomon’s Mines)
- 1951: Drei auf Abenteuer (Soldiers Three)
- 1951: Begegnung in Tunis (The Light Touch)
- 1952: Gefährten des Grauens (The Wild North)
- 1952: Scaramouche – Der galante Marquis (Scaramouche)
- 1952: Im Schatten der Krone (The Prisoner of Zenda)
- 1953: Salome (Salome)
- 1953: Die Thronfolgerin (Young Bess)
- 1953: Die schwarze Perle (All the Brothers Were Valiant)
- 1954: Beau Brummell
- 1954: Grünes Feuer (Green Fire)
- 1955: Das Schloß im Schatten (Moonfleet)
- 1955: Zwischen Haß und Liebe (Footsteps in the Fog)
- 1956: Die letzte Jagd (The Last Hunt)
- 1956: Knotenpunkt Bhowani (Bhowani Junction)
- 1957: Die kleine Hütte (The Little Hut)
- 1957: Schlucht des Verderbens (Gun Glory)
- 1958: Besuch um Mitternacht (The Whole Truth)
- 1958: Die Pranke des Tigers (Harry Black)
- 1960: Land der tausend Abenteuer (North to Alaska)
- 1961: Der unheimliche Komplize (The Secret Partner)
- 1961: Degenduell (Lo spadaccino di Siena)
- 1962: Sodom und Gomorrha (Sodom and Gomorrah)
- 1963: Marschier oder krepier (Marcia o crepa)
- 1964: Geheimauftrag Dubrovnik (The Secret Invasion)
- 1964: Unter Geiern
- 1965: Einmal wird abgerechnet (The Crooked Road)
- 1965: Das Geheimnis der drei Dschunken
- 1965: Der Ölprinz
- 1965: Old Surehand (1. Teil)
- 1966: Das Geheimnis der weißen Nonne (The Trygon Factor)
- 1966: Gern hab ich die Frauen gekillt
- 1966: Wie tötet man eine Dame? (Das Geheimnis der gelben Mönche)
- 1967: Der Chef schickt seinen besten Mann (Requiem per un agente segreto)
- 1967: Die letzte Safari (The Last Safari)
- 1978: Die Wildgänse kommen (The Wild Geese)
- 1986: Rage to Kill (Hell Hunters)

Fernsehen
- 1969: Gleich ist es soweit (Any Second Now, Fernsehfilm)
- 1970–1971: Die Leute von der Shiloh Ranch (The Virginian, Fernsehserie)
- 1971: Die 2 (The Persuaders!, Fernsehserie)
- 1972: Der Hund von Baskerville (The Hound of the Baskervilles, Fernsehfilm)
- 1973: V.I.P.-Schaukel (Fernsehserie)
- 1975: Am laufenden Band (Fernsehshow)
- 1982: Die Romanze von Charles und Diana (The Royal Romance of Charles and Diana, Fernsehfilm)
- 1983: Ein Colt für alle Fälle (The Fall Guy, Fernsehserie)
- 1983–1987 Hotel (Hotel, Fernsehserie)
- 1985: Mord ist ihr Hobby (Murder, She Wrote, Fernsehserie)
- 1985: Love Boat (The Love Boat, Fernsehserie)
- 1986: Im Feuer der Gefühle (Crossings, Fernsehmehrteiler)
- 1987: Das Erbe der Guldenburgs (Fernsehserie)
- 1987: Wagnis der Liebe (A Hazard of Hearts, Fernsehfilm)
- 1989: Verschwörung in L.A. (Chameleons, Fernsehfilm)
- 1991: Profis contra Ganoven (Pros and Cons, Fernsehserie)